# Сагальчик, Геннадий Германович
Геннадий Германович Сагальчик (22 апреля 1969) — советский, белорусский и американский шахматист, гроссмейстер (1994).
Чемпион Белорусской ССР среди юношей. Участник мемориала А. П. Сокольского 1988 / 89 гг.
После распада СССР жил в Белоруссии. В 1993 г. переехал в США.
Живёт в Бруклине. Жена — шахматистка Ольга Сагальчик (род. 1967).
Победитель международных турниров в Нассау (1994 г.) и Монреале (1995 г.). Серебряный призер крупных международных турниров в Нью-Йорке (1993 г.), Линаресе (1994 г.), Алахуэле (2008 г.).

## Изменения рейтинга
| Графики недоступны из-за технических проблем. См. информацию на Фабрикаторе и на mediawiki.org. |